# فگ موری
فگ موری (انگلیسی: Feg Murray; ۱۵ مهٔ ۱۸۹۴ – ۱۶ ژوئیهٔ ۱۹۷۳) ورزشکار دو و میدانی اهل ایالات متحده آمریکا بود.